# Penidon
Penidon is een bestuurslaag in het regentschap Tuban van de provincie Oost-Java, Indonesië. Penidon telt 6022 inwoners (volkstelling 2010).